# بی‌فرزندی داوطلبانه
بی‌فرزندی داوطلبانه شاخه و زیرمجموعه تولدستیزی می‌باشد. انتخابی خودخواسته است برای نداشتن کودکان بعنوان فرزند فرد در آینده و تا پایان عمر. 
در اکثر جوامع و بیشتر طول تاریخ بشر، نداشتن فرزندان انتخابی هم دشوار و هم نامطلوب بنظر می‌رسید. در دسترس بودن وسایل پیشگیری از بارداری همراه با حمایت‌های ارائه شده برای سالمندان توسط سیستم‌های جوامع بغیر از خانواده‌های سنتی، انتخاب داوطلبانه به نداشتن فرزند را به گزینه‌ای برای افراد در کشورهای توسعه‌یافته تبدیل کرده است، اگرچه ممکن است این مورد در جوامع خاصی بیشتر مورد توجه قرار گیرد. 
استفاده از اصطلاح «بی‌فرزندی» برای توصیف افرادی که انتخاب می‌کنند که فرزند نداشته باشند، در زبان انگلیسی در اواخر قرن بیستم ذکر شد. معنی اصطلاح «بی‌فرزندی» گسترش می یابد و شامل فرزندان دیگران (علاوه بر فرزندان خود) و قبول فرزند از پرورشگاه هم می‌شود و این را بیشتر از اصطلاح معمول تر «بی‌فرزندی» متمایز می‌کند که به طور سنتی برای ابراز ایده داشتن فرزندی استفاده می‌شود؛ چه از نظر انتخاب و چه از نظر شرایط. 

## آمار و پژوهش
به گفته اقتصاددان دیوید پت از دانشگاه تورنتو، سطح تحصیلات زنان مهمترین عامل تعیین کننده این است که آیا او تولید مثل خواهد کرد: سطح تحصیلات بالاتر مساوی است با کاهش احتمال اینکه او خواستار فرزند در آینده باشد (و یا احتمال دارد که بچه‌های کمتری در آینده داشته باشد).
به طور کلی در دنیا، خانم‌های با سطح تحصیلات بالاتر به احتمال بیشتری «بی‌فرزندی» را انتخاب می‌کنند و این احتمال وجود دارد که به این دلیل است که این افراد ترجیح می‌دهند در مشاغل حرفه‌ای و مدیریتی با درجات بالا مشغول بکار شوند و یا جنبه‌ی اجتماعی و حرفه‌ای زندگی برای آن‌ها از اهمیت بیشتری برخوردار است، از این روی احتمال بیشتری وجود دارد هر دو همسر دارای درآمد نسبتاً بالا و زندگی در مناطق شهری باشند. عموماً این افراد نیز کمتر مذهبی هستند.

### تحصیلات
در میان زنان ۳۵-۴۴ ساله، احتمال انتخاب داوطلبانه به نداشتن فرزند برای افراد مجرد (۸۲ درصد) بسیار بیشتر از زنان متاهل (۱۲ درصد) است. (باید درنظر داشت که این تحقیقات در آمریکا انجام شده، چرا که در بسیاری از کشورهای پیشرفته دنیا امکان بدنیا آوردن و داشتن فرزند حتی برای زنان و مردان مجرد نیز وجود دارد). 
بر طبق بررسی‌های انجام گرفته افرادی از یک گروه با سطح تحصیلات متفاوت مورد تجزیه و تحلیل قرار گرفته‌اند که نتیجه آن در آمار زیر قابل مشاهده است. 
افزایش آموزش تحصیلات در افراد با افزایش بی‌فرزندی و یا انتخاب داوطلبانه به نداشتن فرزند ارتباط دارد:
- بدون مدرک متوسطه و دبیرستان (۱۳/۵ درصد)،
- فارغ التحصیلان متوسطه (۱۴/۳ درصد)،
- فوق دیپلم و کالج بدون دریافت مدرک (۲۴/۷ درصد)،
- فوق دیپلم (۱۱/۴ درصد)،
- کارشناسی (۱۸/۲ درصد)،
- تحصیلات تکمیلی (۲۷/۶ درصد).